# Ecsenius dentex
Ecsenius dentex és una espècie de peix de la família dels blènnids i de l'ordre dels perciformes.

## Morfologia
- Els mascles poden assolir 4,8 cm de longitud total.[1]

## Reproducció
És ovípar.

## Hàbitat
És un peix marí de clima tropical que viu fins als 4 m de fondària.

## Distribució geogràfica
Es troba al Golf d'Aqaba i a la part més septentrional de la Mar Roja.